# Тхеквондо на літніх Олімпійських іграх 2020 — кваліфікація
У змаганнях з тхеквондо на літніх Олімпійських іграх 2020 зможуть взяти участь 128 спортсменів (64 чоловіки і 64 жінки), які змагатимуться за 8 комплектів нагород.

## Правила кваліфікації
Кожна країна на Іграх може бути представлена не більше, ніж вісьмома спортсменами (по одному в кожній категорії), за умови, що вони отримали це право згідно з місцем, яке посіли у світовому рейтингу (по 5 найкращих спортсменів у кожній категорії). По одній квоті для НОК отримають переможці серії турнірів «Великого шолома». Якщо ж НОК отримав за підсумками рейтингу менш як чотири ліцензії, то він має право виставити своїх спортсменів для участі в континентальних кваліфікаційних турнірах, але тоді максимальна квота зменшується до 4-х спортсменів і якщо НОК не відмовиться від місць отриманих за результатами рейтингу. Чотири квоти гарантовано отримають спортсмени Японії і ще чотири розподілить тристороння комісія.
Всі завойовані путівки не є іменними. Кожен НОК самостійно вибирає спортсменів, які візьмуть участь в Іграх.

## Розклад
| Дисципліна                              | Дата               | Місце проведення     |
| --------------------------------------- | ------------------ | -------------------- |
| Світовий олімпійський рейтинг           | 7 грудня 2019      | —                    |
| Серія турнірів «Великого шлема»         | 20 грудня 2019     | —                    |
| Африканський кваліфікаційний турнір     | 22–23 лютого 2020  | Рабат, Марокко       |
| Океанський кваліфікаційний турнір       | 29 лютого 2020     | Голд-Кост, Австралія |
| Панамериканський кваліфікаційний турнір | 11–12 березня 2020 | Ередія, Коста-Рика   |
| Європейський кваліфікаційний турнір     | 7–8 травня 2021    | Софія, Болгарія      |
| Азійський кваліфікаційний турнір        | 21–22 травня 2021  | Амман, Йорданія      |

## Підсумки кваліфікації
| НОК                                | Чоловіки | Чоловіки | Чоловіки | Чоловіки    | Жінки    | Жінки    | Жінки    | Жінки       | Загалом |
| НОК                                | до 58 кг | до 68 кг | до 80 кг | понад 80 кг | до 49 кг | до 57 кг | до 67 кг | понад 67 кг | Загалом |
| ---------------------------------- | -------- | -------- | -------- | ----------- | -------- | -------- | -------- | ----------- | ------- |
| Аргентина (ARG)                    | Так      |          |          |             |          |          |          |             | 1       |
| Австралія (AUS)                    | Так      |          | Так      |             |          | Так      |          | Так         | 4       |
| Азербайджан (AZE)                  |          |          | Так      |             |          |          | Так      |             | 2       |
| Бельгія (BEL)                      |          | Так      |          |             |          |          |          |             | 1       |
| Боснія і Герцеговина (BIH)         |          | Так      |          |             |          |          |          |             | 1       |
| Бразилія (BRA)                     |          | Так      | Так      |             |          |          | Так      |             | 3       |
| Канада (CAN)                       |          |          |          |             |          | Так      |          |             | 1       |
| Чилі (CHI)                         |          |          |          |             |          | Так      |          |             | 1       |
| Китай (CHN)                        |          | Так      |          | Так         | Так      | Так      | Так      | Так         | 6       |
| Китайський Тайбей (TPE)            |          | Так      | Так      |             | Так      | Так      |          |             | 4       |
| Колумбія (COL)                     | Так      |          |          |             | Так      |          |          |             | 2       |
| Хорватія (CRO)                     |          |          | Так      | Так         | Так      |          | Так      |             | 4       |
| Куба (CUB)                         |          |          |          | Так         |          |          |          |             | 1       |
| Домініканська Республіка (DOM)     |          | Так      | Так      |             |          |          |          | Так         | 3       |
| Єгипет (EGY)                       |          | Так      | Так      |             | Так      |          | Так      |             | 4       |
| Ефіопія (ETH)                      | Так      |          |          |             |          |          |          |             | 1       |
| Франція (FRA)                      |          |          |          |             |          |          | Так      | Так         | 2       |
| Габон (GAB)                        |          |          |          | Так         |          |          |          |             | 1       |
| Німеччина (GER)                    |          |          |          | Так         |          |          |          |             | 1       |
| Велика Британія (GBR)              |          | Так      |          | Так         |          | Так      | Так      | Так         | 5       |
| Греція (GRE)                       |          |          |          |             |          | Так      |          |             | 1       |
| Гаїті (HAI)                        |          |          |          |             |          |          | Так      |             | 1       |
| Угорщина (HUN)                     | Так      |          |          |             |          |          |          |             | 1       |
| Іран (IRI)                         | Так      | Так      |          |             |          | Так      |          |             | 3       |
| Ірландія (IRL)                     | Так      |          |          |             |          |          |          |             | 1       |
| Ізраїль (ISR)                      |          |          |          |             | Так      |          |          |             | 1       |
| Італія (ITA)                       | Так      |          | Так      |             |          |          |          |             | 2       |
| Кот-д'Івуар (CIV)                  |          |          | Так      | Так         |          |          | Так      | Так         | 4       |
| Японія (JPN)                       | Так      | Так      |          |             | Так      | Так      |          |             | 4       |
| Йорданія (JOR)                     |          |          | Так      |             |          |          | Так      |             | 2       |
| Казахстан (KAZ)                    |          |          |          | Так         |          |          |          | Так         | 2       |
| Кенія (KEN)                        |          |          |          |             |          |          |          | Так         | 1       |
| Малі (MLI)                         |          | Так      |          |             |          |          |          |             | 1       |
| Мексика (MEX)                      |          |          |          | Так         |          |          |          | Так         | 2       |
| Марокко (MAR)                      |          |          | Так      |             | Так      | Так      |          |             | 3       |
| Нідерланди (NED)                   |          |          |          |             |          |          |          | Так         | 1       |
| Нова Зеландія (NZL)                |          | Так      |          |             |          |          |          |             | 1       |
| Нігер (NIG)                        |          |          |          | Так         |          | Так      |          |             | 2       |
| Нігерія (NGR)                      |          |          |          |             |          |          | Так      |             | 1       |
| Північна Македонія (MKD)           |          |          |          | Так         |          |          |          |             | 1       |
| Норвегія (NOR)                     |          |          | Так      |             |          |          |          |             | 1       |
| Філіппіни (PHI)                    | Так      |          |          |             |          |          |          |             | 1       |
| Польща (POL)                       |          |          |          |             |          | Так      |          | Так         | 2       |
| Португалія (POR)                   | Так      |          |          |             |          |          |          |             | 1       |
| Пуерто-Рико (PUR)                  |          |          |          |             | Так      |          |          |             | 1       |
| Збірна біженців (EOR)              | Так      |          |          |             | Так      | Так      |          |             | 3       |
| Спортсмени-олімпійці з Росії (OAR) | Так      |          | Так      | Так         |          | Так      |          |             | 4       |
| Сербія (SRB)                       |          |          |          |             | Так      |          |          | Так         | 2       |
| Словенія (SLO)                     |          |          |          | Так         |          |          |          |             | 1       |
| Південна Корея (KOR)               | Так      | Так      |          | Так         | Так      | Так      |          | Так         | 6       |
| Іспанія (ESP)                      | Так      | Так      | Так      |             | Так      |          |          |             | 4       |
| Таїланд (THA)                      | Так      |          |          |             | Так      |          |          |             | 2       |
| Тонга (TGA)                        |          |          |          | Так         |          |          | Так      |             | 2       |
| Туніс (TUN)                        | Так      |          |          |             |          |          |          |             | 1       |
| Туреччина (TUR)                    |          | Так      |          |             | Так      | Так      | Так      | Так         | 5       |
| США (USA)                          |          |          |          |             |          | Так      | Так      |             | 2       |
| Узбекистан (UZB)                   |          | Так      | Так      |             |          |          | Так      | Так         | 4       |
| В'єтнам (VIE)                      |          |          |          |             | Так      |          |          |             | 1       |
| Загалом: 58 НОК                    | 16       | 17       | 16       | 16          | 17       | 17       | 16       | 16          | 131     |

## Чоловічі змагання

### До 58 кг
| Змагання                                               | Квоти | Спортсмени, що кваліфікувались                                                                                         |
| ------------------------------------------------------ | ----- | --- |
| Світовий олімпійський рейтинг (станом на грудень 2019) | 6     | Джон Чун (KOR) Віто Дель'Аквіла (ITA) Хесус Тортоса (ESP) Армін Гадіпур (IRI) Михайло Артамонов (OAR) Джек Вуллі (IRL) |
| Рейтинг серії турнірів «Великого шлема»                | 0     | — |
| Африканський кваліфікаційний турнір                    | 2     | Соломон Демсе (ETH) Мохамед Халіль Жендубі (TUN)                                                                       |
| Океанський кваліфікаційний турнір                      | 1     | Сафван Халіл (AUS) |
| Панамериканський кваліфікаційний турнір                | 2     | Лукас Гузман (ARG) Джефферсон Очоа (COL)                                                                               |
| Європейський кваліфікаційний турнір                    | 2     | Омар Салім (HUN) Руй Браганса (POR)                                                                                    |
| Азійський кваліфікаційний турнір                       | 2     | Курт Барбоса (PHI) Рамнаронг Савеквіхарі (THA)                                                                         |
| Запрошення / Країна-господарка                         | 1     | Серджіо Судзукі (JPN)                                                                                                  |
| Загалом                                                | 16    | |

### До 68 кг
| Змагання                                               | Квоти | Спортсмени, що кваліфікувались                                                                                   |
| ------------------------------------------------------ | ----- | --- |
| Світовий олімпійський рейтинг (станом на грудень 2019) | 6     | Лі Де Хун (KOR) Бредлі Сінден (GBR) Чжао Шуай (CHN) Хав'єр Перес (ESP) Джауад Ашаб (BEL) Міргашем Госсейні (IRI) |
| Серія турнірів «Великого шлема»                        | 0     | — |
| Африканський кваліфікаційний турнір                    | 2     | Абдельрахман Ваель (EGY) Сейду Фофана (MLI)                                                                      |
| Океанський кваліфікаційний турнір                      | 1     | Том Бернс (NZL)                                                                                                  |
| Панамериканський кваліфікаційний турнір                | 2     | Едівал Понтес (BRA) Бернардо П'є (DOM)                                                                           |
| Європейський кваліфікаційний турнір                    | 2     | Неджад Хузич (BIH) Хакан Речбер (TUR)                                                                            |
| Азійський кваліфікаційний турнір                       | 2     | Huang Yu-jen (TPE) Улугбек Рашитов (UZB)                                                                         |
| Запрошення / Країна-господарка                         | 1+1   | Рікардо Судзукі (JPN) Абдулла Седікі (EOR)                                                                       |
| Загалом                                                | 17    | |

### До 80 кг
| Змагання                                               | Квоти | Спортсмени, що кваліфікувались                                                                                              |
| ------------------------------------------------------ | ----- | --- |
| Світовий олімпійський рейтинг (станом на грудень 2019) | 6     | Максим Храмцов (OAR) Мілад Беігі (AZE) Шейк Салах Сіссе (CIV) Нікіта Рафалович (UZB) Рауль Мартінес (ESP) Тоні Канает (CRO) |
| Серія турнірів «Великого шлема»                        | 0     | — |
| Африканський кваліфікаційний турнір                    | 2     | Сеїф Ейсса (EGY) Ашраф Махбубі (MAR)                                                                                        |
| Океанський кваліфікаційний турнір                      | 1     | Джек Мартон (AUS) |
| Панамериканський кваліфікаційний турнір                | 2     | Ікару Мігел Суаріс (BRA) Мойсес Ернандес (DOM)                                                                              |
| Європейський кваліфікаційний турнір                    | 2     | Сімоне Алессіо (ITA) Richard Ordemann (NOR)                                                                                 |
| Азійський кваліфікаційний турнір                       | 2     | Салех Аль-Шарабаті (JOR) Лю Вейтін (TPE)                                                                                    |
| Запрошення / Країна-господарка                         | 1     | |
| Загалом                                                | 16    | |

### Понад 80 кг
| Змагання                                               | Квоти | Спортсмени, що кваліфікувались                                                                                              |
| ------------------------------------------------------ | ----- | --- |
| Світовий олімпійський рейтинг (станом на грудень 2019) | 6     | Владислав Ларін (OAR) Ін Кьо Дон (KOR) Александер Бахман (GER) Іссуфу Абдулразак (NIG) Іван Трайкович (SLO) Магама Чо (GBR) |
| Серія турнірів «Великого шлема»                        | 0     | — |
| Африканський кваліфікаційний турнір                    | 2     | Сейду Гбане (CIV) Антоні Обаме (GAB)                                                                                        |
| Океанський кваліфікаційний турнір                      | 1     | Піта Тауфатофуа (TGA) |
| Панамериканський кваліфікаційний турнір                | 2     | Рафаель Альба (CUB) Карлос Сансорес (MEX)                                                                                   |
| Європейський кваліфікаційний турнір                    | 2     | Іван Шапина (CRO) Деян Георгієвський (MKD)                                                                                  |
| Азійський кваліфікаційний турнір                       | 2     | Сунь Хун'ї (CHN) Руслан Жапаров (KAZ)                                                                                       |
| Запрошення / Країна-господарка                         | 1     | |
| Загалом                                                | 16    | |

## Жіночі змагання

### До 49 кг
| Змагання                                               | Квоти | Спортсмени, що кваліфікувались                                                                                                |
| ------------------------------------------------------ | ----- | --- |
| Світовий олімпійський рейтинг (станом на грудень 2019) | 6     | Паніпак Вонгпаттанакіт (THA) Сім Чже Ян (KOR) Тіяна Богданович (SRB) Рукіє Їлдирим (TUR) Кристина Томич (CRO) У Цзін'юй (CHN) |
| Серія турнірів «Великого шлема»                        | 0     | — |
| Африканський кваліфікаційний турнір                    | 2     | Нур Абдельсалам (EGY) Умаїма Ель-Бучті (MAR)                                                                                  |
| Океанський кваліфікаційний турнір                      | 0     | — |
| Панамериканський кваліфікаційний турнір                | 2     | Андреа Рамірес (COL) Вікторія Стембо (PUR)                                                                                    |
| Європейський кваліфікаційний турнір                    | 2     | Адріана Сересо (ESP) Авішаґ Семберґ (ISR)                                                                                     |
| Азійський кваліфікаційний турнір                       | 2     | Su Po-ya (TPE) Trương Thị Kim Tuyến (VIE)                                                                                     |
| Запрошення / Країна-господарка                         | 1+1   | Мію Ямада (JPN) Діна Пур'юнес (EOR)                                                                                           |
| Загалом                                                | 16    | |

- В Океанському кваліфікаційному турнірі не брали участі спортсмени, що відповідають вимогам.

### До 57 кг
| Змагання                                               | Квоти | Спортсмени, що кваліфікувались                                                                       |
| ------------------------------------------------------ | ----- | --- |
| Світовий олімпійський рейтинг (станом на грудень 2019) | 5     | Джейд Джонс (GBR) Лі А Рум (KOR) Тетяна Кудашова (OAR) Хатідже Кюбра Ільгюн (TUR) Скайлар Парк (CAN) |
| Серія турнірів «Великого шлема»                        | 1     | Чжоу Ліцзюнь (CHN)                                                                                   |
| Африканський кваліфікаційний турнір                    | 2     | Нада Лаарадж (MAR) Текіат Бен Єссуф (NIG)                                                            |
| Океанський кваліфікаційний турнір                      | 1     | Стейсі Гаймер (AUS)                                                                                  |
| Панамериканський кваліфікаційний турнір                | 2     | Фернанда Агірре (CHI) Анастасія Золотик (USA)                                                        |
| Європейський кваліфікаційний турнір                    | 2     | Фані Целі (GRE) Патрисія Адамкевич (POL)                                                             |
| Азійський кваліфікаційний турнір                       | 2     | Нагід Кіяні (IRI) Lo Chia-ling (TPE)                                                                 |
| Запрошення / Країна-господарка                         | 1+1   | Маю Хамада (JPN) Кімія Алізаде (EOR)                                                                 |
| Загалом                                                | 17    | |

### До 67 кг
| Змагання                                               | Квоти | Спортсмени, що кваліфікувались                                                                                |
| ------------------------------------------------------ | ----- | --- |
| Світовий олімпійський рейтинг (станом на грудень 2019) | 6     | Рут Гбагбі (CIV) Нур Татар (TUR) Матеа Єлич (CRO) Лорен Вільямс (GBR) Чжан Мен'юй (CHN) Пейдж Макферсон (USA) |
| Серія турнірів «Великого шлема»                        | 0     | — |
| Африканський кваліфікаційний турнір                    | 2     | Хедайя Малак (EGY) Елізабет Аньяначо (NGR)                                                                    |
| Океанський кваліфікаційний турнір                      | 1     | Малія Пасека (TGA)                                                                                            |
| Панамериканський кваліфікаційний турнір                | 2     | Мілена Тітонелі (BRA) Алія Шипман (HAI)                                                                       |
| Європейський кваліфікаційний турнір                    | 2     | Фаріда Азізова (AZE) Магда В'є-Енен (FRA)                                                                     |
| Азійський кваліфікаційний турнір                       | 2     | Джуліана Аль-Садек (JOR) Нігора Турсункулова (UZB)                                                            |
| Запрошення / Країна-господарка                         | 1     | |
| Загалом                                                | 16    | |

### Понад 67 кг
| Змагання                                               | Квоти | Спортсмени, що кваліфікувались                                                                                        |
| ------------------------------------------------------ | ----- | --- |
| Світовий олімпійський рейтинг (станом на грудень 2019) | 6     | Б'янка Волкден (GBR) Чжен Шуїнь (CHN) Lee Da-bin (KOR) Милиця Мандич (SRB) Нафія Куш (TUR) Александра Ковальчук (POL) |
| Серія турнірів «Великого шлема»                        | 0     | — |
| Африканський кваліфікаційний турнір                    | 2     | Аміната Траоре (CIV) Фейт Огалло (KEN)                                                                                |
| Океанський кваліфікаційний турнір                      | 1     | Реба Стюарт (AUS) |
| Панамериканський кваліфікаційний турнір                | 2     | Кетрін Родрігес (DOM) Брісейда Акоста (MEX)                                                                           |
| Європейський кваліфікаційний турнір                    | 2     | Альтеа Лорен (FRA) Решмі Оогінк (NED)                                                                                 |
| Азійський кваліфікаційний турнір                       | 2     | Джансель Деніз (KAZ) Светлана Осіпова (UZB)                                                                           |
| Запрошення / Країна-господарка                         | 1     | |
| Загалом                                                | 16    | |